# Marie Petipa
Marie Mariusovna Petipa (en ruso: Мари́я Ма́риусовна Петипа́; San Petersburgo, 29 de octubre de 1857-París, 16 de enero de 1930) fue una destacada bailarina rusa. Era la hija de Marius Petipa (con quien estudió) y Maria Surovshchikova-Petipa. Su debut fue en el Teatro Mariinski en 1875 en La dalia azul y su carrera como bailarina, principalmente en el repertorio de baile de personajes, se prolongó hasta 1907, aunque actuó en contadas ocasiones hasta 1911.
En el apogeo de su carrera, fue una de las bailarinas más conocidas de San Petersburgo. Sus retratos fueron dibujados por artistas conocidos (se ha conservado un retrato suyo de Konstantín Makovski), su vida privada se discutió en los periódicos y el 25 aniversario de su carrera en 1901 se celebró ampliamente en San Petersburgo. Vlas Doroshevich escribió un extenso artículo en esta ocasión titulado Goddess of Joy and Merriment (Богиня радости и веселья). Realizó muchas giras por el extranjero y recibió la Orden de las Palmas Académicas en Francia.

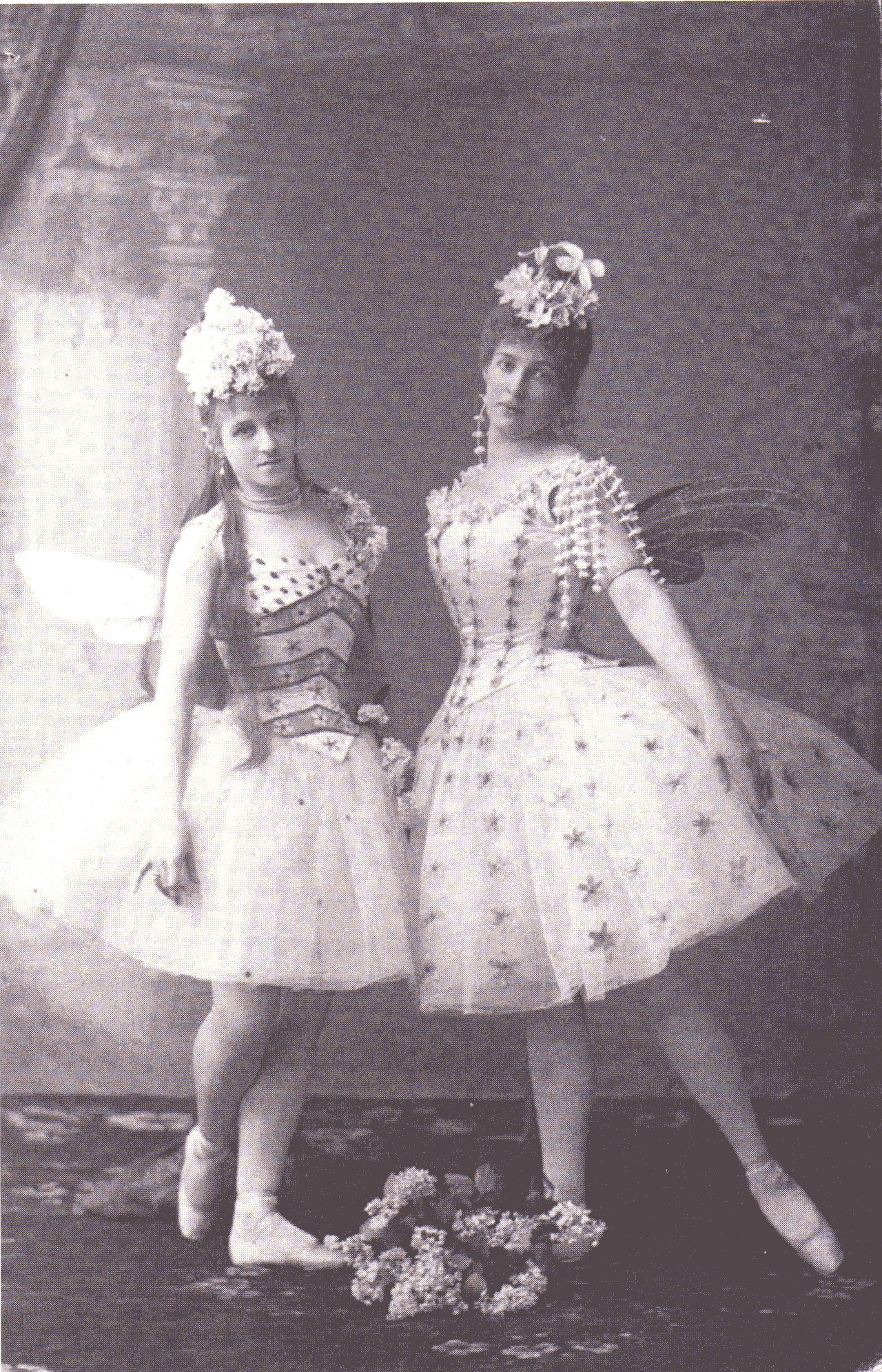
Marie Petipa como Hada Lila en Prólogo de La Bella Durmiente con Lyubov Vishnevskaya.

Estaba casada por lo civil con el bailarín Serguéi Legat (1875-1905), mucho más joven que ella. Petipa dejó el teatro dos años después de que su esposo se suicidara.
En el momento de la Revolución de Octubre de 1917, Petipa tenía sesenta años. La revolución le quitó todo: perdió tanto su casa como su pensión y se quedó sin nada, ni siquiera dinero para la comida. Ella le suplicó al gobierno soviético que la ayudara, pero no recibió ayuda. La única ayuda provino de los compañeros actores, quienes, sin embargo, no pudieron mantenerla de forma permanente. Su segundo pedido de pensión al gobierno también fue rechazado. En 1928 se mudó a París, donde vivió en malas condiciones. Petipa murió en 1930 y fue enterrada cerca de París. El dinero pagado por el funeral solo fue suficiente durante cinco años, después de lo cual fue enterrada nuevamente en una fosa común.
Según las fuentes soviéticas, Petipa llevó a Legat a suicidarse y luego se casó con un hombre de negocios en 1910, obteniendo como resultado diez millones de francos. Sin embargo, la Dirección de Teatros Académicos solicitó otorgar una pensión a Petipa en 1924. Según las mismas fuentes, Petipa emigró a París en 1926 donde sufrió dos infartos y murió de locura impulsiva.